# Pavetta zeyheri
Pavetta zeyheri är en måreväxtart som beskrevs av Otto Wilhelm Sonder. Pavetta zeyheri ingår i släktet Pavetta och familjen måreväxter.

## Underarter
Arten delas in i följande underarter:
- P. z. microlancea
- P. z. middelburgensis
- P. z. zeyheri